# Isotta Fraschini Tipo 8C Monterosa
La Tipo 8C Monterosa è un prototipo di autovettura della Isotta Fraschini realizzato tra il 1947 e il 1949.

## Storia
Il modello fu concepito alla ripresa della normale attività industriale dell'Isotta Fraschini, dopo la pausa dovuta alla seconda guerra mondiale durante la quale la Casa automobilistica convertì la propria produzione per scopi bellici.

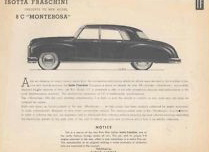
Brochure del 1949

La Tipo 8C Monterosa, la cui denominazione è dovuta alla via in cui aveva sede l'azienda milanese, monta un motore posteriore V8 quadro da 3400 cm³ di cilindrata, con trazione posteriore e trasmissione comandata da cambio a cinque rapporti.. Il propulsore sviluppa una potenza di 125 CV ed è in grado di spingere la vettura a una velocità massima di 170 km/h, con un consumo medio 15 litri/100 km.
L'autotelaio è a piattaforma con traverse e sostiene l'avantreno a ruote indipendenti, bracci trasversali oscillanti, elementi elastici in gomma e ammortizzatori idraulici, mentre il retrotreno, sempre a ruote indipendenti con ammortizzatori idraulici, è dotato di bracci longitudinali e trasversali con elementi elastici in gomma. I freni sono a tamburo con comando idraulico, sulle 4 ruote.
La "Monterosa" rappresentò il canto del cigno della prestigiosa marca meneghina e non raggiunse la fase produttiva. Gli autotelai pre-serie costruiti vennero allestiti in versione berlina a 4 porte dalla carrozzeria Zagato, berlina due porte dalla carrozzeria Touring e cabriolet dalla carrozzeria Boneschi. Tutte le versioni avevano 6 posti.